# Liagore rubromaculata
Liagore rubromaculata es una especie de cangrejo de la familia Xanthidae.
El nombre científico de la especie fue descrito válidamente por primera vez en 1835 por De Haan. No se reconocen subespecies.